# Philippe-Charles d'Arenberg
Philippe-Charles d'Arenberg (né le 18 octobre 1587 au Château de Barbençon, mort le 25 septembre 1640 à Madrid), 3e comte et 2e prince d'Arenberg et du Saint-Empire, 6e duc d'Aerschot, est un militaire, au service de la couronne d'Espagne, et diplomate des Pays-Bas espagnols au XVIIe siècle.
Philippe d’Arenberg portait le titre de duc d'Aerschot depuis 1616, en vertu de l’autorisation de sa mère, qui avait eu ce duché en héritage de Charles III de Croÿ.
Arrêté le 15 avril 1634, comme impliqué dans la conspiration de la haute noblesse des Pays-Bas espagnols contre le royaume d'Espagne, il est retenu prisonnier à Madrid jusqu'à sa mort survenue le 25 septembre 1640.

## Biographie
Le prince Philippe-Charles d'Arenberg fit ses premières armes, à l’âge de dix-neuf ans, sous Ambrogio Spinola. En 1609, l’archiduc Albert l’arma chevalier de sa main, lui donna l’une des compagnies d’ordonnances, et l’admit au nombre des gentilshommes de sa chambre.
La guerre avec les Provinces-Unies venait d’être terminée par la trêve conclue à Anvers le 9 avril : Philippe d’Arenberg alla servir dans les troupes auxiliaires que les archiducs envoyèrent au duc de Neubourg, en lutte avec l’électeur de Brandebourg pour la succession de Clèves et de Juliers ; il se trouva à l’attaque et à la prise d’Aix-la-Chapelle, d’Orsoy, de Mülheim, de Wesel. En 1616 (14 avril), Albert le nomma mestre de camp d’un régiment d’infanterie wallonne. Il lui remit, au nom de Philippe III, le 14 janvier 1618, le collier de l'l'ordre de la Toison d'or ; l’appela, en 1619 (9 août), à remplir les fonctions de conseiller d'État ; le plaça, en 1620 (24 mai), à la tête d’un régiment d’infanterie haute allemande de 3 600 hommes, et enfin, en 1621, l’envoya à Madrid, en mission extraordinaire, à l’occasion de l’avènement de Philippe IV au trône d’Espagne. Ce monarque, à son tour, le fit gouverneur, souverain bailli, capitaine des pays, comté et château de Namur, grand veneur et bailli des bois de la même province (4 décembre 1626), grand fauconnier des Pays-Bas (27 février 1627), grand veneur de Flandre (18 avril 1627). En 1628, il le chargea, comme le plus ancien chevalier de la Toison d'or aux Pays-Bas, d’investir du collier de l’ordre les comtes de Sainte-Aldegonde, d'Estaires, d'Anholt (dont il épousera la veuve), son oncle le comte d'Isenburg-Grenzau (de), un autre de ses oncles le comte de Gamalerio et son cousin le prince de Barbançon.
Dans les années qui suivirent l’expiration de la trêve avec les Provinces-Unies, les troupes espagnoles, conduites par Ambroise Spinola, obtinrent quelques succès. Mais Philippe IV ayant appelé Spinola à Madrid en 1627, les choses changèrent de face. La campagne de 1629 fut particulièrement désastreuse : Wesel fut surpris, le 14 août, par un des lieutenants du prince d'Orange, Frédéric-Henri, qui lui-même s’empara de l’importante place de Bois-le-Duc (14 septembre). À cette nouvelle, une commotion se manifesta dans tout le pays ; les murmures étaient unanimes contre les ministres espagnols ; on ne parlait de rien moins que de traiter avec les Provinces-Unies sans le concours de l’autorité royale, et même malgré elle. Des membres du clergé et de la noblesse se réunirent pour délibérer sur les mesures que réclamait le salut de la patrie. Interprètes de leurs sentiments, qui étaient ceux de la nation entière, l’archevêque de Malines, Jacobus Boonen, et le duc d'Aerschot présentèrent à l’infante Isabelle une adresse où, après avoir retracé tout ce que les Pays-Bas avaient souffert, depuis plus de cinquante ans, par le fait des Espagnols, ils demandaient qu’elle envoyât quelqu’un au roi, pour le supplier de laisser désormais les Belges se défendre et s’administrer eux-mêmes. L’infante chargea de cette mission le comte de Solre, de la maison de Croÿ, qui revint à Bruxelles au mois de janvier 1630, porteur de lettres de Philippe IV pleines de témoignages de la satisfaction de ce monarque pour le zèle et l’affection des états, de la peine qu’il ressentait de leurs maux, du désir qu’il avait d’y remédier ; contenant, de plus, la promesse de secours prompts et efficaces, et celle même de sa prochaine arrivée aux Pays-Bas. Ces déclarations et ces promesses ranimèrent pendant quelque temps le courage de la nation ; mais les effets ne répondirent pas aux paroles. L’impéritie du ministère espagnol de l’infante, la trahison du comte Henri de Bergh, l’envoi au Palatinat d’une partie des forces qui étaient destinées à tenir tête au prince d’Orange, facilitèrent à ce prince de nouvelles conquêtes : en une année il s’empara de Venloo, Ruremonde, Maestricht, Limbourg, Orsoy et de plusieurs autres places. La consternation était universelle dans les Pays-Bas catholiques ; de toutes parts on réclamait, comme en 1576, la convocation des États généraux. L’infante Isabelle se décida à les assembler, quoiqu’elle eût des ordres contraires du roi son neveu. Le duc d’Arschot s’était prononcé fortement pour cette mesure au sein du conseil.

### États généraux (1632-1633)
Les États s’ouvrirent le 9 septembre 1632, à Bruxelles. Le duc d’Arschot y siégea comme député et premier membre de la noblesse de Brabant. Son influence dans cette assemblée n’eut d’égale que celle de l’archevêque de Malines ; il fut l’un de ceux que les états élurent pour aller négocier la paix ou une trêve avec les Provinces-Unies (3 octobre). Commencées à Maestricht, ces négociations se poursuivirent à La Haye. Le duc d’Arschot, qui était venu une première fois à Bruxelles (25 novembre), pour faire changer la commission des députés belges, y revint le 31 décembre avec l’archevêque de Malines et deux autres de leurs collègues, afin de rendre compte, tant aux états généraux qu’à l’infante, de la marche des négociations, et de demander des instructions sur plusieurs points importants. Après les avoir obtenues, les députés repartirent pour La Haye le 27 janvier 1633.
Ici se place un incident qui fit quelque bruit en ce temps-là : la querelle du duc d’Arschot avec Rubens. Dans leur séance du 4 janvier, les États généraux avaient résolu de demander à l’infante copie des instructions données par elle à Rubens et à d’autres personnes qu’elle avait chargées, à différentes reprises, de faire en Hollande des ouvertures directes ou indirectes d’accommodement. Rubens, à qui l’infante en fit part, lui exprima le désir de porter lui-même aux députés des états, à La Haye, les papiers qui étaient en son pouvoir ; elle y consentit, en lui permettant d’écrire au prince d’Orange pour un passeport. Quoique, dans sa lettre à Frédéric-Henri (13 janvier), Rubens l’eût prié de lui garder le secret, la chose parvint à la connaissance des députés belges demeurés à La Haye, qui en informèrent le duc d’Arschot : le duc, à son tour, s’empressa de communiquer l’avis qu’ils venaient de lui transmettre aux États généraux (24 janvier). Cette assemblée s’en émut ; elle s’imagina que Rubens avait la prétention d’intervenir dans les négociations commencées entre ses députés et ceux des Provinces-Unies, et que peut-être même, à côté de ces négociations, le gouvernement voulait en ouvrir qui passassent par d’autres mains. Il ne s’agissait pourtant de rien de semblable, et l’infante en donna l’assurance aux évêques d'Ypres et de Namur et à Conrard d'Ursel, baron d'Hoboken que les états lui députèrent pour lui adresser des représensations à ce sujet. Le duc d’Arschot cependant, blessé du mystère que Rubens lui avait fait de ses démarches, en témoigna beaucoup de mauvaise humeur. Rubens comprit, après cet éclat, qu’il serait dans une fausse position à La Haye ; il renonça à s’y rendre. Ce fut dans ces circonstances, et lors du passage par Anvers des commissaires belges retournant en Hollande, qu’il écrivit au duc la lettre qu’on connaît, et que le duc lui fit la réponse qui a été également publiée. Le duc d’Arschot ayant envoyé copie des deux lettres aux États généraux, ils résolurent de les mettre sous les yeux de l’infante, en lui remontrant « que cette forme de procéder de Rubens leur était désagréable » (1er février).
À La Haye les conférences furent reprises le 5 février. La négociation fut laborieuse, et le duc d’Arschot dut, plusieurs fois encore, faire le voyage de Bruxelles, pour instruire ses commettants de ce qui se passait. On était parvenu à s’entendre sur quelques points principaux, lorsque les plénipotentiaires hollandais s’avisèrent d’exiger que les commissaires belges produisissent des lettres du roi d’Espagne portant renouvellement de la procuration qu’il avait donnée à l’infante, en 1629, pour traiter en son nom, ou bien confirmation de la substitution faite de leurs personnes par cette princesse, et aveu de ce qu’ils traiteraient au nom des États généraux. Six des députés, au nombre desquels était le duc d’Arschot, quittèrent alors La Haye. Sur leur rapport, les États (22 juin) supplièrent l’infante de solliciter du roi l’acte réclamé des plénipotentiaires hollandais ; Isabelle les assura qu’elle l’avait fait déjà et qu’elle allait le faire encore (27 juin). Cependant aucun des courriers qui arrivaient d’Espagne n’apportant l’acte désiré, les états généraux prirent la détermination d’envoyer à Madrid l’évêque d’Ypres, Georges Chamberlain, et le duc d’Arschot (6 juillet). Comme ces membres de leur assemblée se disposaient à se mettre en route, le bruit se répandit que l’ordre était arrivé d’Espagne de séparer les États généraux ; l’évêque ni le duc ne voulurent plus dès lors partir. Plusieurs semaines s’écoulèrent dans cette situation. Les États, ayant obtenu des déclarations rassurantes sur les intentions du roi, requirent Chamberlain et d’Arenberg, au nom des plus chers intérêts de la patrie, d’accomplir la mission pour laquelle ils avaient été désignés (18 octobre). Le premier allégua des raisons qui ne le lui permettaient pas. Les parents et les amis du duc d’Arschot l’engageaient à s’en excuser aussi ; mais il céda aux instances des États et au désir qui lui fut exprimé par l’infante elle-même : il quitta Bruxelles, pour entreprendre le voyage d’Espagne, le 16 novembre. Ce n’était pas comme mandataire des États qu’il partait, c’était comme envoyé de l’infante. Il l’avait souhaité ainsi par une inspiration malheureuse : car le mandat qu’il aurait tenu de l’assemblée nationale l’eût peut-être mis à couvert des rigueurs dont il se vit l’objet à Madrid.

### À Madrid (1634-1640)
Il arriva dans cette capitale au commencement de décembre, et descendit chez le marquis de Leganés, président du conseil suprême de Flandre. Le jour même de son arrivée, il fut reçu par le comte-duc d'Olivarès. Le premier ministre l’accueillit de la manière la plus flatteuse et le conduisit chez le roi, qui lui témoigna beaucoup d’estime et de bienveillance. Tous les grands, tous les ambassadeurs s’empressèrent de lui rendre visite. Le jour des Rois, Philippe IV lui fit l’honneur de le choisir, en qualité de gentilhomme de sa chambre, pour lui présenter les trois calices qu’il avait coutume de donner à l’offrande : cette fonction était ordinairement remplie par les infants, lorsqu’ils étaient à la cour ; elle l’avait été, l’année précédente, par le duc de Medinaceli, issu du sang royal. Le duc était, d’ailleurs, un des personnages que, dès l’année 1630, Philippe avait désignés pour exercer conjointement le gouvernement des Pays-Bas, au cas, qui venait de se réaliser (1er décembre 1633) de la mort de l’infante Isabelle.
Cependant deux intrigants politiques — le peintre Gerbier, résident du roi d'Angleterre à Bruxelles, et l’abbé Scaglia, agent du duc de Savoie — venaient de dévoiler au comte-duc d’Olivarès, moyennant vingt mille écus, les auteurs et le but de la conspiration formée par la noblesse belge contre le royaume d'Espagne. Le duc d’Arschot n’était pas désigné dans leurs écrits comme y ayant pris une part principale, mais ils donnaient à entendre qu’il en avait eu connaissance. Ce fut dans ces entrefaites qu’il parut à la cour d’Espagne. Pendant qu’on faisait éclaircir sa conduite à Bruxelles, à Madrid on s’appliqua à l’amuser. Dès le 11 janvier, il avait remis au roi les papiers dont il était porteur ; il profitait de toutes les occasions pour représenter à Philippe IV et au premier ministre que, si la trêve projetée contenait des stipulations désavantageuses, elle valait toujours mieux que la guerre ; qu’elle était indispensable et l’unique remède dans la triste situation où se trouvaient les Pays-Bas ; qu’en tout cas, il fallait la conclure ou la rompre avant que l’ennemi fût prêt à entrer en campagne. Il s’efforçait aussi de convaincre le roi et le comte-duc du zèle et de la fidélité des États pour leur souverain. Le 14, il fut appelé, au palais, à une conférence où siégeaient, avec le comte-duc, les marquis de Leganés et de Mirabel, García de Avellaneda y Haro (es) comte de Castrillo (es), le conseiller Gavarelli et le secrétaire d'État Gerónimo de Villanueva. Le 2 février, une nouvelle conférence eut lieu au palais. Une troisième se tint le 15 février au conseil d'État, et une quatrième chez le comte-duc le 22 mars. Dans toutes ces réunions, au lieu de discuter l’objet principal de la mission du duc d’Arschot, on ne s’occupait que de questions accessoires ou oiseuses. Voyant cela, et quoiqu’il fût sans défiance, il sollicita son congé. Pour gagner du temps, on lui fit adresser, par le secrétaire d’État Andres de Rozas, une série de questions qu’on croyait de nature à l’embarrasser, mais auxquelles il n’eut pas de peine à répondre.
Enfin, le samedi saint, 15 avril 1634, le roi, ayant reçu de Bruxelles les renseignements qu’il avait demandés, fit venir le duc à son palais. Il commença par lui rappeler les faveurs que lui et les siens avaient reçus de sa maison ; il lui dit que le moment était venu de montrer sa fidélité à son prince et le zèle qu’il avait pour son service ; il ne lui laissa pas ignorer que, s’il manquait à cette obligation, il s’exposerait à des conséquences fâcheuses ; et après ce préambule, il l’interrogea sur la conspiration qui avait été ourdie aux Pays-Bas, sur ceux qui en avaient été les auteurs et les complices, sur leurs liaisons et leurs desseins : il avait préparé là-dessus un papier auquel il lui ordonna de répondre par écrit et d’une manière catégorique. Pour qu’il ne prétextât pas d’ignorance, il lui déclara que des lettres tracées de la propre main de l’infante Isabelle prouvaient qu’il était parfaitement instruit à cet égard. La présomption de la participation du duc au complot, ou du moins de la connaissance qu’il en aurait eue, résultait, selon le papier du roi, de ce qu’il en avait parlé à sa cour ; qu’à Bruxelles il s’était vanté, en différentes occasions, d’avoir seul empêché la révolte des Pays-Bas ; qu’il avait eu des rapports avec des ministres étrangers ; qu’il avait fréquenté des personnes notoirement hostiles à la domination espagnole. Le duc répondit qu’en parlant des projets factieux formés aux Pays-Bas, il n’avait été que l’écho des bruits publics. Il avoua avoir dit que, s’il eût été capable de trahir ses devoirs, ces provinces auraient été perdues pour la monarchie d’Espagne, mais c’était là le langage des Espagnols eux-mêmes et de tout le monde. Il nia d’avoir fréquenté des personnes qu’il sût être impliquées dans la conspiration et vu des ministres de princes étrangers.
Cette réponse ne satisfit pas le roi. Philippe avait aussi appelé au palais le conseil d’État, l’archevêque de Grenade (es), gouverneur du conseil de Castille, et plusieurs membres de ce tribunal ; il leur en donna communication. Ces ministres en furent aussi peu satisfaits que lui. L’archevêque, le comte-duc d’Olivarès et le Liste des ducs d'Albe de Tormes se transportèrent auprès du duc, qui était en une chambre voisine ; ils l’engagèrent à faire des déclarations plus explicites ; le roi en personne l’y exhorta : durant trois heures, on le pressa pour qu’il découvrît ce qu’il savait. Il persista à soutenir qu’il ne savait rien. Le roi alors, de l’avis de ses ministres, donna l’ordre à don Diego Pimentel, marquis de Gelves, capitaine de sa garde espagnole, d’arrêter le duc. Le marquis, ayant reçu de lui son épée et les clefs de ses secrétaires, le fit entrer dans une voiture qui se dirigea vers la porte d'Alcalá (« Puerta de Alcalá »), sous l’escorte d’une partie de la garde : là, il le livra à don Juan de Quinoñes, « alcade de casa y corte », qui le conduisit à la maison forte de l’Alameda, à deux lieues de Madrid. Dans le même temps, un autre alcade saisissait ses papiers, et prenait ses serviteurs et les personnes de sa suite. Le roi chargea d’instruire son procès une junte composée de trois conseillers de Castille, d’un conseiller d’Aragon, d’un d’Italie et d’un de Portugal. Le fiscal du conseil de Castille, D. Juan Bautista de Larrea, fut commis pour diriger cette instruction.
D’Arschot était loin de s’attendre à ce qui lui arrivait. Le lendemain de son emprisonnement, il écrivit au comte-duc un billet dans lequel, après s’être excusé, sur le trouble où il était, du silence qu’il avait garde la veille, il déclarait que les princes d'Épinoy et de Barbançon et le comte de Hennin l’avaient plusieurs fois sollicité de sortir de la cour, l’assurant que tout le monde le suivrait ; qu’il ignorait quel était en cela leur dessein, car il ne le leur avait point demandé, et eux s’étaient abstenus de le lui dire, quand ils avaient remarqué qu’il n’était pas disposé à seconder leurs vues. Il confessa aussi qu’il s’était rencontré une fois avec le résident du roi d'Angleterre, lequel avait cherché à le convaincre de la nécessité, dans la situation critique où étaient les Pays-Bas, de recourir à son maître ainsi qu’au roi de France et aux États généraux des Provinces-Unies ; mais, loin de prêter l’oreille à cette insinuation, il avait répondu qu’il ne s’écarterait jamais des devoirs d’un bon vassal, et que, dans le cas où les Pays-Bas ne pourraient être conservés au roi, il se retirerait en sa terre d’Arenberg. Il ajouta que, s’il n’avait pas révélé ces choses à l’infante et s’il les avait tues au roi, c’était afin de ne perdre personne alors que les intérêts de l’État ne couraient aucun risque. Il avait en cela, il le reconnaissait, commis une faute, mais c’était sans aucune intention mauvaise, et il était prêt à en demander pardon. Ce billet, remis à Philippe IV, ne modifia pas ses résolutions : la junte établie pour l’instruction du procès du duc reçut l’ordre de la poursuivre ; le roi renouvela à Francisco de Moncada, marquis d'Aytona (es), à qui il avait confié le gouvernement intérimaire des Pays-Bas après la mort de l’infante, l’injonction de s’enquérir avec le plus grand soin de la conduite que ce seigneur avait tenue pendant les deux années qui avaient précédé son départ de Bruxelles.
Le jour suivant, d’Arschot, revenant sur la réponse qu’il avait faite, le 15, au papier du Roi, entra dans quelques détails qui ne compromettaient que Henri van den Bergh, comte de Bergh, René de Renesse comte de Warfusée et Louis, comte d'Egmont, lesquels étaient hors des Pays-Bas. Quant à lui, il répétait qu’il ignorait entièrement les noms et les plans des conjurés : s’il était allé chez Guillaume III de Melun, prince d'Épinoy, c’était pour jouer, comme le faisaient des seigneurs espagnols et italiens ; s’il avait eu des conversations avec Albert François d'Arenberg, prince de Barbançon, elles n’avaient roulé que sur des affaires de famille.

À quelque temps de là, il fut transféré à Pinto, autre château fort (« Torre de Éboli (es) »), près de Madrid. Dans un billet destiné au roi seul, qu’il écrivit de cette forteresse, le 3 juillet, il alla plus loin qu’il ne l’avait fait jusqu’alors sur ses rapports avec les chefs de la conspiration : 

« Le prince d'Épinoy — ainsi s’exprimait-il — me demanda, à Binche, de me rendre à une maison de campagne de ma fille, située à Beuvrage ; il me dit que tous m’y viendraient joindre, et en particulier le comte d’Egmont ; que celui-ci m’obéirait ; que l’argent ne manquait pas, et à ce propos il me fit entendre qu’il valait mieux être seigneur que gouverneur de Namur. Le prince de Barbançon et le comte de Hennin me tinrent le même langage, en me représentant que nous étions sur le chemin de notre perte, et qu’il était nécessaire de chercher un remède au mal. Je pus inférer de là qu’ils auraient voulu que je me misse à la tête de leur entreprise. »

 Il protestait, comme dans ses autres écrits, qu’il était resté sourd à ces propositions ; que, par ce motif, on ne s’était pas ouvert davantage à lui. Il terminait en suppliant le roi de trouver bon, si cela était possible, sans que son service en souffrît, que personne ne sût ce qu’il venait de rapporter : car il ne voudrait pas qu’on pensât que, pour sortir de prison ou recevoir des faveurs, il eût révélé des secrets au préjudice d’autrui. Ne voulant pas davantage être soupçonné de faire cette demande, mû par le désir de conserver l’affection de sa patrie et de ses proches, il offrait au roi de demeurer à son service, d’appeler son fils en Espagne et de faire en sorte que sa femme y vînt également. Le même jour où il avait écrit ce billet, on l’amena à Madrid, pour être interrogé par la junte : il ajouta à ses déclarations précédentes que la princesse d’Épinoy, sa sœur, avait essayé de l’exciter contre la domination espagnole ; que la même tentative avait été faite par des marchands de Bruxelles ; que le père Charles d'Arenberg, son frère, avait été présent à plusieurs de ses entretiens avec les princes d’Épinoy et de Barbançon, et avait approuvé leur langage.
On a vu que le duc d’Arschot avait voulu aller en Espagne, non comme député des États généraux, mais comme envoyé de l’infante. Ce n’en était pas moins à la prière des États, pour défendre leurs actes et faire accueillir leurs vœux, qu’il avait entrepris ce voyage ; et cette assemblée, si elle avait eu quelque énergie, aurait élevé la voix contre son emprisonnement: elle se contenta d’écrire au roi que, dans ses actions, il avait toujours fait paraître « la fidélité et dévotion sincère qu’il avait à son service. »
Deux chefs d’accusation étaient formés contre le duc par le fiscal Larrea : le premier d’avoir été complice de la conjuration des princes d'Épinoy et de Barbançon et des comtes d’Egmont et de Hennin ; le second de n’avoir pas révélé et même d’avoir nié cette conjuration, en étant instruit. Malgré les investigations les plus minutieuses, on ne put, à Bruxelles ni ailleurs, recueillir aucune preuve que d’Arschot eût pris part aux complots des conjurés ; il ne restait donc que le fait de non-révélation, lequel semblait avoir perdu beaucoup de sa gravité, par les explications que le duc avait données au Roi. Il ne fut pas, pour cela, rendu à la liberté : seulement, au mois de décembre 1634, on le ramena, en l’y gardant à vue, dans une maison à Madrid qu’il avait louée un peu avant son arrestation. Au commencement de 1637, la duchesse, sa femme, Marie-Cléophée de Hohenzollern, vint l’y joindre avec son fils aîné, Philippe-François d'Arenberg ; mais en vain firent-ils des démarches pour qu’il leur fût permis d’habiter avec lui ; tout ce qu’ils obtinrent fut d’aller le voir aussi souvent qu’ils le voudraient, à la condition expresse de se retirer le soir.

Il y avait six ans et cinq mois que durait sa détention. Une si longue captivité avait ruiné ses forces morales et physiques : le 17 septembre 1640, il tomba malade. Son état s’étant aggravé les jours suivants, Philippe IV lui envoya, le 23, le secrétaire d'État Carnero pour l’engager à prendre courage ; lui annoncer que sa cause serait décidée dans peu, et lui faire espérer que non seulement il lui restituerait ses bonnes grâces, mais encore il lui ferait de grandes mercèdes. Le duc répondit à Carnero : 

« Mon ami, dites au roi qu’après sept années de sollicitations pour recouvrer ma liberté, sans qu’on m’ait accordé la moindre chose, je suis réduit à un point tel que je n’ai plus besoin de mercèdes. C’est maintenant fait de moi, et il ne me reste qu’à prendre mon recours au bon Dieu, mon vrai juge. »

 Carnero sortit. Le duc alors s’assoupit, et cet assoupissement se prolongea jusqu’au lendemain matin, à cinq heures. En s’éveillant il demanda sa femme et son fils qu’on lui amena: 

« Mon cher fils, fit-il en s’adressant à ce dernier, vous me voyez en un pauvre état. Voici l’heure que je me dois rendre à la miséricorde de Dieu. Avant de partir de ce monde, je vous ai voulu recommander et exhorter de vous comporter toujours en vrai gentilhomme, vous montrant, en toute occasion, fidèle à Dieu et au roi. Je vous laisse privé de père et de mère : prenez le bon Dieu pour père et Marie pour votre mère. »

 Ayant prononcé ces paroles, il dit à haute voix en flamand : 

« Seigneur Jésus, qui m’avez créé et racheté avec votre précieux sang, soyez-moi favorable ! »

 Quelques instants après il rendit l’âme. Il était âgé de cinquante-deux ans onze mois et vingt quatre jours. Son corps fut transporté aux Pays-Bas et inhumé dans le couvent des Capucins, à Enghien, qu'avait fondé son père.
Il s’était marié trois fois et laissa des enfants de ces trois lits.

## Titres
- 3e comte d'Arenberg ;
- 2e prince d'Arenberg et du Saint-Empire, « de Porcéan et de Rebecque »[13] ;
- 6e duc d'Aerschot.

### Fonctions héréditaires
- Sénéchal et chambellan héréditaire de Brabant[14] ;
- Grand d'Espagne (fonction attachée au titre de duc d'Aerschot).

## Emplois
- Mestre de camp d’un régiment d’infanterie wallonne (14 avril 1616) ;
- conseiller d'État  (9 août 1619) ;
- Envoyé extraordinaire à Madrid (1621) ;
- Gouverneur, souverain bailli, capitaine des pays, comté et château de Namur, grand veneur et bailli des bois de la même province (4 décembre 1626) ;
- Grand fauconnier des Pays-Bas (27 février 1627) ;
- Grand veneur de Flandre (18 avril 1627) ;

## Décorations
- Chevalier de la Toison d'or (1617, brevet no 338)

## Armoiries
| Figure | Blasonnement                                                                                                 |
|        | D'après l'illustration en début d'article : De gueules, à trois fleurs de néflier d'or, 2 et 1 (d'Arenberg). |
|        | On trouve aussi : Écartelé d'Arenberg et de La Marck ; sur-le-tout, écartelé de Ligne et de Barbançon.       |

## Vie familiale
Fils aîné de Charles de Ligne (22 février 1550 - Vollenhove † 18 janvier 1616 - Enghien), 2e comte puis 1er prince d'Arenberg et du Saint-Empire, baron de Zewenberghes, et d'Anne-Isabelle de Croÿ (1563 † 1635), duchesse d'Aerschot, princesse héritière de Chimay (fille de Philippe III de Croÿ (1526 † 1595), 3e duc d'Aerschot), Philippe-Charles s’était marié trois fois :
- La première, le 21 septembre 1610, avec Hippolyte-Anne de Melun († 16 février 1615), fille de Pierre de Melun (1550 † 1594), prince d'Épinoy et du Saint-Empire, baron d'Antoing, sénéchal du Hainaut, gouverneur de Tournai, et d’Hippolyte (1560 † 1616, fille de Jean de Montmorency (vers 1520 † 1579), seigneur de Bours, de Guéchart et de Villeroye). Ensemble, ils eurent :

1. Claire Eugénie (23 octobre 1611 † 24 décembre 1660), dame de Beuvrages et de Chaumont[Lequel ?], mariée le 8 novembre 1635 avec son cousin Albert Alexandre « de Croÿ-Chimay Arenberg » (15 février 1618 - Bruxelles † 16 novembre 1643 - Bruxelles), 7e prince de Chimay (1629), duc de Croÿ, fils d'Alexandre « de Croÿ-Chimay Arenberg »[17](1590 † 1629), comte de Beaumont, 6e prince de Chimay (1612), sans postérité ;
2. Anne, menine de l'infante Isabelle d'Autriche, décédée sans alliance ;

- La deuxième, le 28 juin 1620, avec Isabelle Claire de Berlaymont (18 août 1602 † 9 août 1630), comtesse de Lalaing, fille de Floris (Florent)[18] (1550 † 1620), comte de Berlaymont, 4e comte de Lalaing, et de Marguerite de Lalaing (avril 1574 † 21 février 1650 - Bruxelles), comtesse de Lalaing, baronne d'Escornaix, dame de Waurin, dont :

1. Philippe-François d'Arenberg (30 juillet 1625 - Bruxelles † 17 décembre 1674 - Bruxelles), prince d'Arenberg, 1er duc d'Arenberg (9 juin 1644), 7e duc d'Aerschot, chef et général de toutes les bandes des ordonnance d'hommes d'armes, amiral-général des mers des Pays-Bas, grand bailli et capitaine général de la province de Hainaut, chevalier de la Toison d'or, marié le 14 juillet 1642 avec Magdalena Francisca Luisa Esperanza de Borja (16 décembre 1627 † 12 juin 1700), fille de Francisco Diego Pascual de Borgia (9 mars 1596 - Gandia † 19 octobre 1664), 8e duc de Gandia (1632-1664), marquis de Llombay, comte de Oliva, dont :
  1. François (5 septembre 1643 † 10 septembre 1643) ;
  2. Isabelle Claire Eugénie (12 juillet 1644 † 5 octobre 1655) ;
2. Marguerite Alexandrine (1626 † 18 juillet 1651), mariée le 28 avril 1649 avec Eugène de Montmorency (1615 † janvier 1683), 3e prince de Robech, marquis de Morbecque, chevalier de la Toison d'or (1675, brevet no 510), dont postérité ;
3. Ernestine Françoise, dite « Jeanne » (9 avril 1628 † 10 octobre 1663), mariée le 3 mai 1656 avec Alexandre II de Bournonville (1612 - Bruxelles † 20 août 1690 - Pampelune), 2educ de Bournonville, vice-roi de Catalogne (1678-1684), vice-roi de Navarre (1686-1690), dont postérité ;
4. Claire Isabelle (2 novembre 1629 † 7 septembre 1670), mariée le 6 décembre 1648 avec Maximilian Willibald, Graf von Waldburg zu Wolfegg (18 septembre 1604 † 30 janvier 1667), comte de Waldburg-Wolfegg (de), gouverneur d'Amberg (en Bavière) et du Palatinat supérieur, dont postérité ;

- La troisième, le 29 mars 1632, avec la comtesse Marie Cleopha (11 juin 1599 † 26 février 1685), veuve de Jean-Jacques, comte de Bronckhorst et d’Anholt, fille de Charles II (1547 † 1606), comte de Hohenzollern-Sigmaringen, et d’Élisabeth de Culembourg, dont :

1. Charles-Eugène d'Arenberg (8 mai 1633 † 25 juin 1681 - Mons (Hainaut)), 2e duc d'Arenberg (1674-1681), 8e duc d'Aerschot, duc de Croÿ, comte de Seneghem, Baron de Sevenbergen, Lieutenant général et gouverneur du Comté de Bourgogne puis lieutenant-général du Hainaut (1675), chevalier de la Toison d'or (1678, brevet no 517), marié, le 18 juin 1660, avec Marie Henriette de Cusance (19 octobre 1624 - Château de Belvoir, Franche-Comté- † 8 mai 1701 - Louvain), comtesse de Champlitte et de la Roche, baronne de Perweys (Brabant), dame de Faucogney et de Villersexel, veuve de Ferdinand François Just de Rye La Palud , marquis de Varambon, dont postérité ;
2. Marie Thérèse (22 avril 1639 - Madrid † 18 janvier 1705 - Messkirch), mariée, le 4 janvier 1660 à Bruxelles, avec Franz Christoph zu Fürstenberg (28 juillet 1625 - Blumberg † 22 septembre 1671 - Hüfingen), dont postérité.